# 2А72

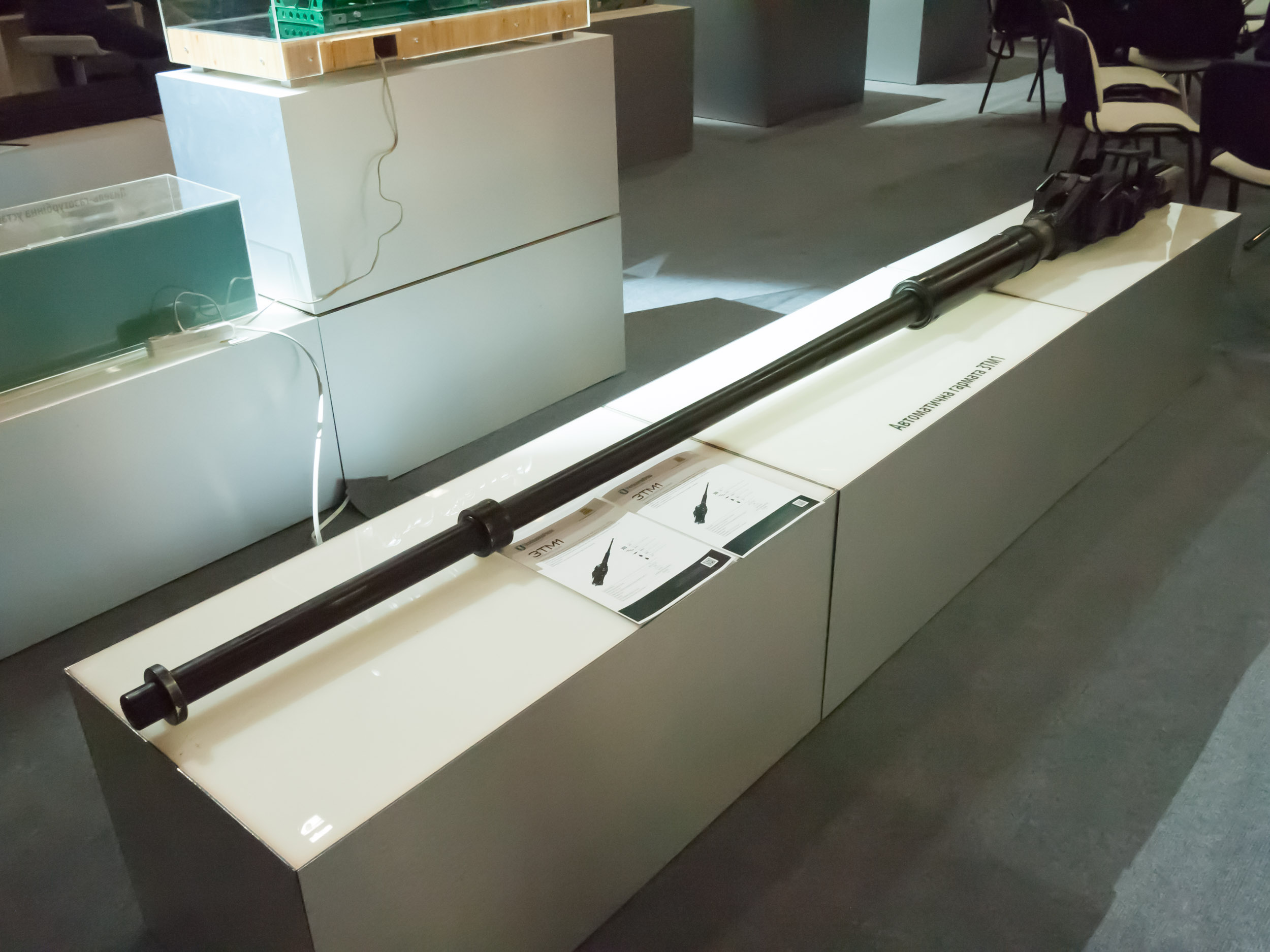
ЗТМ-1 на Зброя та безпека 2018

2А72 — автоматична гармата калібру 30 мм. Була розроблена в СРСР. Призначена для знищення живої сили, легкоброньованої техніки і повітряних цілей на малій висоті.
Гармата розроблена ВАТ «Конструкторське бюро приладобудування» (КБП).
Боєкомплект гармати повністю уніфікований з боєкомплектом 30-мм гармати 2А42.
В Україні виробництво цієї гармати налагоджене на підприємстві КБАО і заводі ЗТМ з назвами КБА-2 і ЗТМ-1 відповідно.

## Історія
Гармата розроблена ВАТ «Конструкторське бюро приладобудування» (КБП). Конструктори — Шипунов А. Г. та Грязев В. П..

## Опис
2А72 веде вогонь поодинокими і автоматичними пострілами 30×165 мм за допомогою систем керування вогнем. Має механічний та дистанційний тип управління стрільбою — від електроспуску, селективне стрічкове боєпостачання та споряджається бронебійними й осколково-фугасними снарядами. Боєзапас гармати становить до 500 снарядів.
2А72 в порівнянні із 2А42 має меншу віддачу, що дозволяє використовувати її на легкій бронетехніці. Але разом з тим, 2А72 має меншу скорострільність: 330 пост/хв, в той час, як у 2А42 — 550 пост/хв. 

## Використання
Гармата може бути встановлена на різні типи легкої бронетехніки — бронетранспортери, бойові машини піхоти, бойові машини десанту. Можлива установка на іншу техніку.
В Росії гармата 2А72 входить до складу озброєння універсального бойового модуля Бахча-У; монтується на бойові машини БМП-3, БМД-4, БТР-80А, БТР-82А, БТР-90М, БРМ-3К.
В Україні гармата ЗТМ-1 входить до складу універсального бойового модуля «Шквал», який встановлюється на модернізовані БМП-1У «Шквал».

## Тактико-технічні характеристики
Заявлені тактико-технічні характеристики для української модифікації ЗТМ-1:
- Калібр, мм: 30
- Перезаряджання: ручне, електромеханічне
- Живлення: двострічкове
- Кількість снарядів в боєкомплекті: 250—500
- Початкова швидкість снаряда, м/с: не менше 960
- Дальність прямого пострілу, м: 1200
- Темп стрільби, постр/хв: не менше 330
- Посилення віддачі, кН (кгс): не більше 60
- Маса, кг: 84
- Маса ствола, кг: 36
- Маса снаряду, кг: 0,9
- Ресурс ствола (гарантійний), пострілів: 6000
- Довжина, мм: 3006
- Спожитий струм під час електропуску, А: не більше 14,2
- Напруга живлення електропуску, В: 27 (+3,–5)
- Число нарізів: 16
- Крок нарізів, мм: 715,5

## Виробництво
В Росії гармата виробляється на Тульському машинобудівному заводі (Туламашзавод).

### Україна

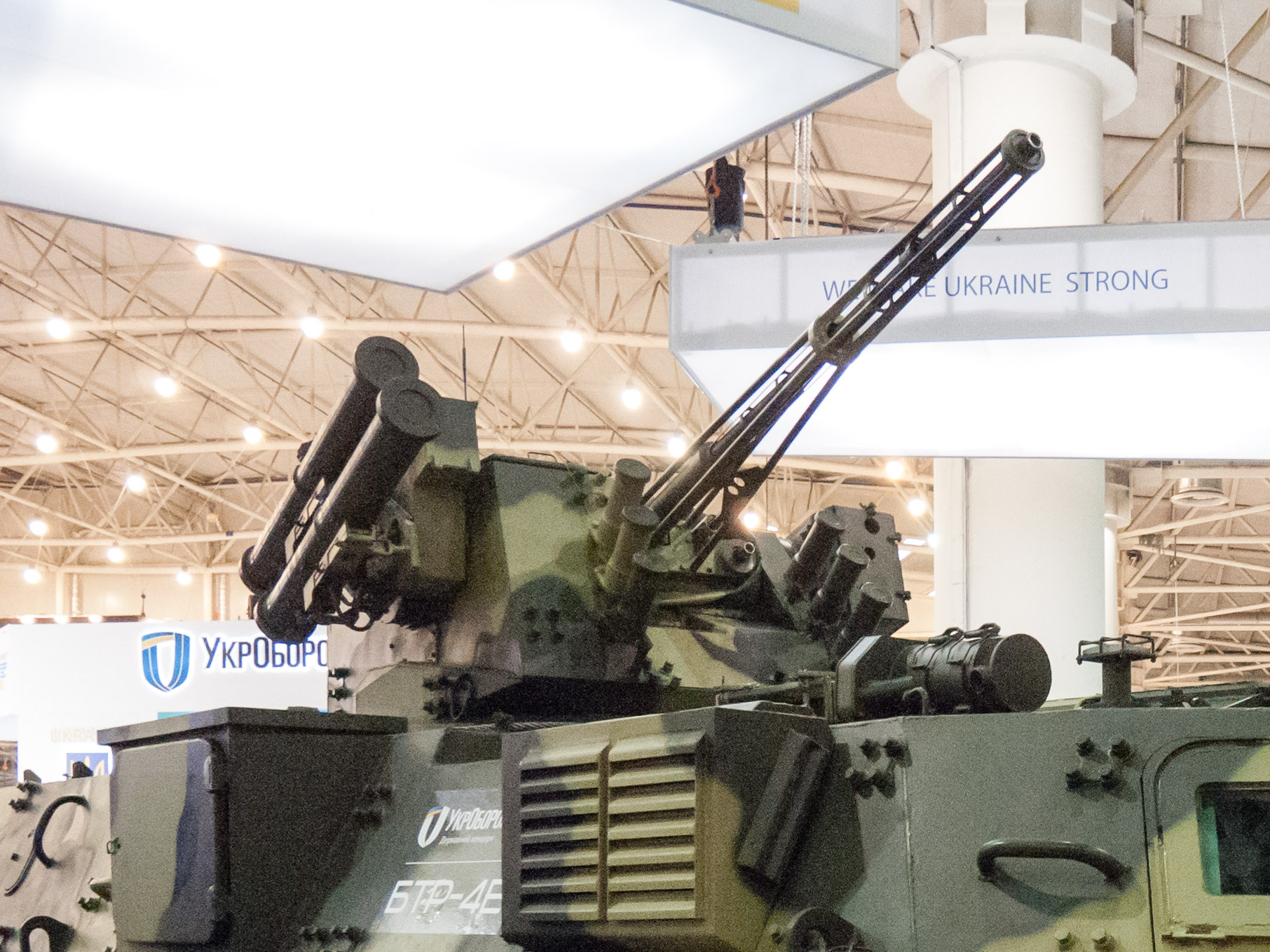
Бойовий модуль «Парус» встановлений на БТР-4

В Україні гармата виробляється на КБАО і заводі ЗТМ з назвами КБА-2 і ЗТМ-1 відповідно.
Гармати ЗТМ-1 та ЗТМ-2 були представлені ДП «НТК „Завод точної механіки“» на виставці Defexpo-2016 в Індії. В ході проведених перемовин виникло декілька пропозицій про модернізацію гармат ЗТМ під водне охолодження, а також модернізацію під снаряд 30×173 мм (стандарт НАТО). З компаніями Elbit Systems Land and C4L та Larsen and Turbo були досягнуті попередні домовленості про поставку гармат ЗТМ для Індії та Ізраїлю. З компанією Mechvac India був підписаний меморандум про співробітництво, з подальшим укладенням договору на придбання 500 гармат ЗТМ для потреб індійської армії. А також відкриття спільного виробництва на території Індії гармат ЗТМ та інших виробів.
Гармати ЗТМ-1 встановлюють у бойові модулі бронемашин БМ «Шквал», БМ-3 «Штурм», БМ-5М.01 «Катран-М», БМ-7 «Парус» та інші.
В лютому 2022 року державне підприємство «Науково-технічний комплекс „Завод точної механіки“» повідомило про виготовлення 1000-ї гармати ЗТМ-1.